# Сопран
Сопран (од итал. sopra, „преко“, итал. Soprano) је највиши женски глас. Тонски распон (теситура) сопрана обично иде од c1 до 3. али је код професионалних пјевачица чест и шири регистар. Постоји више врста сопрана, што се односи на њихову снагу и боју гласа, као и тип улога које тумаче. 
Израз сопран се односи на женски глас, иако исту висину тона могу да постигну дјечаци или одрасли мушки пјевачи. Мушкарци то постижу користећи технику фалсета. Такви пјевачи се називају контратенори. 
Највиши пјевачки тон у музичкој литератури је f3 у арији „Краљице ноћи“ из Моцартове опере Чаробна фрула. Ријетки су сопрани који су способни да досегну овај тон. 

### Колоратурни сопрани
Сопран који се, уз велики распон гласа, одликује покретљивошћу и гипкошћу, те може с лакоћом изводити много украса, зове се колоратурни сопран. 
- Лирски колоратурни сопрани су пјевачице са врло покретљивим гласом, способне да у горњем регистру отпјевају брзо промјенљиву мелодију (колоратура). Познати лирски колоратурни сопрани су: Кетлин Битл,, Натали Десеј, Дијана Дамрау, Суми Џо, Луција Поп и Беверли Силс. Примјер лирског колоратурног сопрана је Беверли Силс у насловној улози из опере Линда из Шамонија.

- Драмски колоратурни сопрани су пјевачице способне да отпјевају брзе музичке пасаже у високом регистру, али уз снажнији глас. Њихов типични пјевачки регистар је од тона b. Међу најпознатије драмске колоратурне сопране спадају: Џоан Садерленд, Радмила Бакочевић, Кристина Дојтеком, Едита Груберова, Марија Калас, Џун Андерсон и Еда Мозер. Примјер драмског колоратурног сопрана је Џоан Садерленд у насловној улози из опере Лукреција Борџија.

### Субрет
Субрет (фр. Soubrette „кокета“) или карактерни сопран је термин који означава врсту оперске улоге и глас који је карактеристичан за њихове тумаче. То је лаган глас свијетле боје, просјечне висине, без брзих пјевачких украса (колоратура). „Лаган глас“ не значи да ове пјевачице имају слаб глас, јер је за сваку оперску улогу неопходно да он надјача звук оркестра. Многе младе пјевачице започињу каријеру субрет улогама, али како постају зрелије, обично прелазе у друге врсте сопрана. Њихов типични пјевачки регистар је од тона 1 до 3. Примјер за улогу субрет је Дон Апшо као Сузана у опери Фигарова женидба.
Не постоје пјевачице које су специјализоване за овај тип улога. Њих пјевају лирски сопрани, или колоратурни мецосопрани.

### Лирски сопран
Лирски сопран је топао и свијетао звонки глас, богате боје, који може да надјача велики оркестар. У принципу, ова врста сопрана пјева више тонове од субрете. Лирски сопрани се често дјеле у двије групе:
- Лаки лирски сопран има јачи глас од субрет пјевачица, али и даље има младалачки карактер. Примјер лаког лирског сопрана је Луција Поп као Памина у опери Чаробна фрула

- Пуни лирски сопран има зрелији и јачи глас. Примјер за пуни лирски сопран је Кири Те Канава као Маргарита у опери Фауст

Међу чувене лирске сопране убрајају се: Тарја Турунен (комерцијална музика, хеви метал), Лисија Албанезе, Монсерат Кабаје, Лиза дела Каза, Рене Флеминг, Викторија де лос Анхелес, Мирела Френи, Анђела Георгију, Ана Нетребко, Кири те Канава, Рената Ското и Елизабет Шварцкопф.

### Спинто сопран
Спинто сопран (итал. Spinto soprano „гурнути сопран“) има свјетлину и висину лирског сопрана, али може да отпјева и драмске арије. Примјер спинто сопрана је Леонтина Прајс у насловној улози из опере Тоска.
Спинто сопрани се обично сврставају у превасходно лирске или драмске сопране. Ове улоге су посебно карактеристичне за: Ренату Тебалди, Леонтину Прајс, Зинку Миланов и Радмилу Бакочевић.

### Драмски сопран
Драмски или робусни сопран (итал. soprano robusto) посједује снажан, богат, емотиван глас. Обично, али не увијек, ова врста гласа је нижа од осталих сопрана и има тамнију боју. 
Неки драмски сопрани, познати као вагнеровски сопрани, су толико снажни да успијевају да надјачају оркестре од преко 80 музичара. 
- Примјер драмског сопрана је Џеси Норман у насловној улози из опере Аријадна на Наксосу.

- Примјер вагнеровског сопрана је Биргит Нилсон као Изолда у опери Тристан и Изолда.

Познати драмски сопрани су: Леонтина Прајс, Рената Тебалди, Карита Матила, Гундула Јановиц, Хилдегард Беренс, Ева Мартон, Џеси Норман, Лота Леман и Роза Понсел. Мећу вагнеровским сопранима истичу се: Гена Димитрова, Кирстен Флагстад, Лили Леман, Биргит Нилсон и Астрид Варнај.